# 萊斯利 (喬治亞州)
萊斯利（英語：Leslie）是一個位於美國喬治亞州薩姆特縣的城市。

## 地理
萊斯利的座標為31°57′18″N 84°05′13″W / 31.95500°N 84.08694°W，而該地的平均海拔高度為103米（即338英尺）。

## 人口
根據2010年美國人口普查的數據，萊斯利的面積為4.60平方千米，當中陸地面積為4.60平方千米，而水域面積為0.00平方千米。當地共有人口409人，而人口密度為每平方千米88.91人。